# Українсько-венесуельські відносини
Венесуела визнала незалежність України 9 січня 1992.
Дипломатичні відносини між Україною та Венесуелою були встановлені  29 вересня 1993.
Важливою подією в розвитку двосторонніх відносин став візит до Венесуели Міністра закордонних справ України Б. Тарасюка 25-27 квітня 1999, який був прийнятий Президентом Венесуели У.Чавесом, а також мав зустрічі та переговори з Міністром закордонних справ та керівництвом Національного конгресу.
13 листопада 2001 р. в рамках 56-ї сесії ГА ООН відбулася робоча зустріч міністрів закордонних справ двох країн, під час якої був підписаний Договір про дружні відносини та співробітництво між двома країнами.
Важливе значення для розвитку двосторонніх зв’язків мала зустріч Президентів України і Венесуели у вересні 2002 року в м. Йоганнесбург (ПАР) під час Саміту ООН з питань сталого розвитку.
Президент України запросив У.Чавеса відвідати Україну, а також висловив готовність прийняти делегації з Венесуели як на найвищому рівні, так і представників ділових кіл для узгодження перспективних напрямів двостороннього співробітництва.
Суттєвого поштовху розвитку українсько-венесуельського співробітництва відносин надав перший в історії двосторонніх відносин візит Президента Венесуели У.Чавеса в Україну, який відбувся 18 жовтня 2010 року.
На виконання домовленостей, досягнутих Президентами України та Венесуели у м. Київ, 6 листопада 2010 р. Україну з офіційним візитом відвідала урядова делегація Венесуели на чолі з Міністром закордонних справ цієї країни.
На розвиток зазначених вище візитів 19-21 грудня 2010 року відбувся офіційний візит до Венесуели Міністра закордонних справ України К.І.Грищенка, якого супроводжувала представницька делегація з Міністерства економічного розвитку і торгівлі, Міністерства аграрної політики та продовольства, НАК “Нафтогаз України” та ДК «Укрспецекспорт».

#### Торговельно-економічне співробітництво
Згідно з даними Держстату, у 2019 р. експорт товарів до Венесуели склав 10254,8 тис.дол.США і у порівнянні з  2018 р. зменшився  на 50,2%. Імпорт склав 520 тис.дол.США та у порівнянні з 2018 р. збільшився майже у 3 рази. Сальдо є позитивним і становить 9374,8 тис.дол.США.
У венесуельських ділових колах існує зацікавленість у поглибленні співпраці з Україною, зокрема за наступними напрямами:
- Аграрна та харчова промисловість: поставка олії, борошна різних типів, консервних виробів (тушонка, томатна паста, згущене молоко та ін.); передача відповідних технологій для вирощування сільськогосподарської сировини та її переробки в продукти харчування, поставка необхідного обладнання.
- Енергетика: постачання генераторів та трансформаторного обладнання різних типів; надання допомоги в модернізації гідроенергетичної системи та створенні системи малої гідроенергетики.
- Нафтогазова промисловість: постачання обладнання для видобутку, зберігання та транспортування нафти.
- Авіаційний та автомобільний транспорт: постачання українських літаків Ан-148\158; поставки та технічне супроводження вертолітних двигунів виробництва «Мотор Січ»; поставки вантажних та спеціальних автомобілів «КрАЗ», збирання яких може бути організовано в Республіці Куба.